# Gerson Sheotahul
Gerson Sheotahul est un footballeur néerlandais, né le 19 avril 1987 à Amsterdam aux Pays-Bas. Il évolue comme attaquant.

## Palmarès
FC Volendam
- Eerste divisie (D2)
  - Champion (1) : 2008